# احلاف الفيص (متوح)
احلاف الفيص هي إحدى مشيخات المملكة المغربية، تتبع جغرافيا لإقليم الجديدة وإداريًا لمتوح. يقدر عدد سكانها بـ 12035 نسمة حسب الإحصاء الرسمي للسكان والسكنى لسنة 2004.